# Robert Žan
Robert Žan, slovenski smučar, * 28. april 1967, Jesenice.
Robert Žan je za Jugoslavijo nastopil na Zimskih olimpijskih igrah 1988 v Calgaryju, kjer je nastopil v veleslalomu in slalomu.